# Listă de scriitori de literatură fantastică
Aceasta este o listă de scriitori de literatură fantastică notabili.

## Precursorii literaturii fantastice
- Edgar Rice Burroughs
- Lewis Carroll
- H. P. Lovecraft

## Fantezie modernă
- Lord Dunsany
- J. R. R. Tolkien
- Ursula K. Le Guin
- Kim Newman
- Anne McCaffrey
- Roger Zelazny
- Margaret Weis & Tracy Hickman
- R.A. Salvatore
- Dennis McKiernan
- Jess Lebow
- Will McDermott
- Moony Witcher

## Fantezie pentru copii
- Roald Dahl
- Joseph Delaney
- C.S. Lewis
- Terry Pratchett
- J. K. Rowling

## Autori contemporani
- Anne Rice
- David Herter

## Români - cu tente ale fanteziei
- Mircea Eliade
- Vasile Voiculescu
- Mircea Cărtărescu

## Români contemporani
- Ionuț Caragea
- George Cornilă
- Oliviu Crâznic
- Liviu Radu
- Doina Ruști
- Daniel Timariu

## Alții
- Philip Jose Farmer
- Robert Silverberg
- Neil Gaiman

## Lista autorilor defantezieîn ordine alfabetică
| - Lynn Abbey - Richard Adams (n. 1920) - Joan Aiken (1924-2004) - Lloyd Alexander, (n. 1924) Chronicles of Prydain - Eduardo Ivan Amaro (n. 1983) - Alan Burt Akers (Kenneth Bulmer) - Hans Christian Andersen (1805-1875) - Poul Anderson (1926-2001) - F. Anstey (1856-1934) - Mark Anthony (n. 1966) - Piers Anthony, (n.1934) Xanth - K.A. Applegate, Everworld - Tom Arden (n. 1966) - Kelley Armstrong, Women of the Otherworld - Danilo Arona - Sarah Ash - Mike Ashley - Robert Lynn Asprin, (n. 1946) Myth Adventures, Thieves World - A.A. Attanasio (n. 1951) - Jean M. Auel - Alexander Baliol - Gloria Barberi (n. 1955) - James Barclay - William Barnwell, (1943-), seria "Blessing Papers, " - JM Barrie - T.A. Barron - Gael Baudino - Frank L. Baum, seria Ținutului Oz , - Peter S. Beagle, (n. 1939) - John Bellairs, (1938-1991) - Carol Berg - James Bibby - Anne Bishop, Trilogia bijuteriilor negre - James P. Blaylock, (n. 1950) - Hannes Bok, (1914-1964) - Elizabeth H. Boyer - Ray Bradbury - Marion Zimmer Bradley, (1930-1999) Darkover serie, Săbii și vrajitoare, serie - Rebecca Bradley - Ernest Braham - Patricia Briggs - Kristen Britain, Călărețul verde romane - Terry Brooks, (n. 1944) seria Shannara , romanele Regatul magic din Landover, trilogia Cuvântul și vidul - Steven Brust, (n. 1955) Dragaera romane - Emma Bull - Kenneth Bulmer - Chris Bunch - Edgar Rice Burroughs - Jim Butcher - James Branch Cabell, (1879-1958) - Trudi Canavan - Orson Scott Card - Jacqueline Carey - Jonathan Carroll - Lewis Carroll (pseudonimul lui Charles Lutwidge Dodgson), (1832-1898), Aventurile lui Alice in Țara Minunilor - Lin Carter, (1930-1988) - Vittorio Catani (n. 1940) - Robert W. Chambers, "Regele galben" - Jack L. Chalker, (1944-2005) - C. J. Cherryh, (n.1942) - G. K. Chesterton, (1874-1936) - Massimo Citi (n. 1955) - David B. Coe - Eoin Colfer (n. 1965), "Artemis Fowl" - Vladimir Colin (n. 1921) - Storm Constantine (n. 1956) - Glen Cook, (n. 1944), Romanele Black Company , romanele Garrett PI - Rick Cook, Seria Wizardry - Louise Cooper Ordine si haos - Susan Cooper, (n. 1935) Secvența Întunericul răsare - John Crowley, (n.1942) - Elaine Cunningham | - Avram Davidson, (1923-1993) - Milena Debenedetti (n. 1957) - Joseph Delaney - John DeChancie - L. Sprague de Camp, (1907-2000) The Complete Enchanter, Conan - Alessandro Defilippi - Michael de Larrabeiti, (n. 1934) - Charles de Lint, (n. 1951) - Stephen Donaldson, (n. 1947) Cronicile lui Thomas Covenant - Sara Douglass - David Drake - Dave Duncan - Lord Dunsany, (1878-1957) (Edward Plunkett) - Kathryn Deans, Shimmer - David Eddings, (n. 1931) Romanele Belgariad/Malloreon/Elenium/Tamuli - E. R. Eddison, (1882-1945) - Mircea Eliade, (1907-1986) - Lloyd Arthur Eshbach, (1910-2003) - Rose Estes - Philip Jose Farmer, (n. 1918), Saga Riverworld (Lumea Râurilor) - Raymond E. Feist, (n. 1945) SagaRiftwar - Charles G. Finney, (1905-1984) Circul Doctorului Lao - Lynn Flewelling, (n. 1958) - Alan Dean Foster, (n. 1946) Romanele Humanx Commonwealth - C. S. Friedman - Neil Gaiman, (n. 1960) Cărțile magiei, - Alan Garner, (n. 1934) Elidor, The Weirdstone of Brisingamen - Randall Garrett, (n. 1927) Seria Lord D'Arcy - David Gemmell, (n. 1948) Seria Drenai - Mary Gentle - Christie Golden - Terry Goodkind, (n. 1948) Autor al romanelor Sabia adevărului - Richard Grant - Gayle Greeno - Jeff Grubb, Finder's Stone (coautoare Kate Novak) - Gary Gygax, (n. 1938) Autor al universului donjoane și dragoni, - Barbara Hambly, (n. 1951) Romanele Darwath - Laurell K. Hamilton, (n. 1963) Anita Blake: Vânătorul de vampiri - Traci Harding - Geraldine Harris - M. John Harrison, (n. 1945) - Simon Hawke (n. 1951) - Hayami Yuji (n.1961) - Elizabeth Haydon - Tracy Hickman Seria Dragonlance - Robin Hobb, (n. 1952) pseudonimul lui Margaret Astrid Lindholm Ogden care mai semnează si Megan Lindholm - John C. Hocking (n. 1960) - P. C. Hodgell, (n. 1951) - William Hope Hodgson, (1877-1918) - Tom Holt, (n. 1961) - Nina Kiriki Hoffman (n. 1955) - Robert E. Howard, (1906-1936) Conan Barbarul - Tanya Huff - Barry Hughart - Robert Don Hughes, (n. 1949) Pelmen the Powershaper și romanele următoare - Brian Jacques, (n. 1939) Seria Redwall - J.V. Jones, Trilogia The Book of Words, trilogia Sword of Shadows trilogie - Tove Jansson, (1914-2001) Romanele Moomin - K.V. Johansen (n. 1968) - Robert Jordan, (n. 1948) Seria Roata timpului - Diana Wynne Jones, (n. 1934) Seria Chrestomanci - Guy Gavriel Kay, (n. 1954) The Fionavar Tapestry, Tigana - Greg Keyes seria Kingdoms of Thorn and Bone - Caitlin R. Kiernan, (n. 1964) - Annette Curtis Klause - Mindy Klasky - Feliks W. Kres - Katherine Kurtz, (n. 1944) Romanele Deryni - Ellen Kushner |

| - Mercedes Lackey, (n. 1950) romanele Velgarth/Valdemar - R.A. Lafferty, (1914-2002) - Rick Law, (n. 1969) - Stephen R. Lawhead, (n. 1950) - Tanith Lee, (n. 1947) - Ursula K. Le Guin, (n. 1929) seria Earthsea - Fritz Leiber, (1910-1992) Fafhrd and the Gray Mouser - Valery Leith, (born 1968) trilogia Everien ; un pseudonim al Triciei Sullivan - Madeleine L'Engle, (n. 1918) - C.S. Lewis, (1898-1963) seria Cronicile din Narnia , The Screwtape Letters - Astrid Lindgren, (1907-2002) - Megan Lindholm, (born 1952) pseudonimul lui Margaret Astrid Lindholm Ogden care se semnează și Robin Hobb - David Lindsay, (1876-1945) - Massimo Lo Jacono - H. P. Lovecraft, (1890-1937) Povestirile Cthulhu - Dave Luckett - Elizabeth A. Lynn - R. A. MacAvoy, (born 1949) - Anne McCaffrey, (born 1926), Romanele și poveștile Mânătorii de dragoni din Pern, poveștile Brainship - George MacDonald, (1824-1905) - Arthur Machen, (1863-1947) - Juliet Marillier, Trilogia Șapteape - George R. R. Martin, (born 1948), A Song of Ice and Fire - Juliet E. McKenna, The Tales of Einarinn - Dennis L. McKiernan, (born 1932) - Patricia A. McKillip, (born 1948), The Riddlemaster of Hed - Robin McKinley, (n. 1952), Damar stories - Abraham Merritt, (1884-1943)(A. Merritt) - Gustav Meyrink, (1868-1932) - China Miéville, (n. 1972) - L. E. Modesitt, Jr., (born 1943), Romanele Recluce - Elizabeth Moon, (n. 1945) - Michael Moorcock, (n. 1939), Secvența Campion etern - Christopher Moore - John Morressy - William Morris, (1834-1896), The Wood Between the Worlds - H. Warner Munn, (1903-1981) - Jean Muno (1924-1988) - Pat Murphy - John Myers Myers, (1906-1988) - John Norman, (n. 1931) seria Gor - Douglas Niles, trilogia Watershed - Garth Nix, (n. 1963) Sabriel - Andre Norton, (n. 1912) Witchworld - Kate Novak, trilogia Finder's Stone cu Jeff Grubb - Noriko Ogiwara - Christopher Paolini, Inheritance Trilogy - Mervyn Peake, (1911-1968) Gormenghast - Frank E. Peretti, (n. 1951) This Present Darkness, The Oath - Anne Perry, (n. 1938) - Meredith Ann Pierce - Tamora Pierce, (n. 1954) seria Tortall , seria Circle of Magic - Tim Powers, (n. 1952) The Anubis Gates - Terry Pratchett, (n. 1948) Discworld - Fletcher Pratt, (1897-1956) - Philip Pullman, (n. 1946) His Dark Materials trilogie | - Melanie Rawn (born 1954), romanele Dragon Prince și Dragon Star - Mickey Zucker Reichert (Pseudonimul lui Miriam Susan Zucker Reichert, n. 1962), romanele Bifrost Guardians și Renshai - Kenneth Robeson (Pseudonimul lui Lester Dent ), povestirile Doc Savage - Joel Rosenberg (n. 1954), seria Guardians of the Flame - J. K. Rowling (n. 1965), 7 cărți Harry Potter - Matt Ruff - Kristine Kathryn Rusch (n. 1960), seriile Fey și altele; fost editor al F&SF („Revista fanteziei și științifico-fantasticului”) - Sean Russell - Fred Saberhagen, (n.1930) - Michelle Sagara West - R.A. Salvatore, (n. 1959) - Brandon Sanderson - Andrzej Sapkowski, (n. 1948) - Eric Schomburg, (n.1980) - Robert Sheckley, (n. 1928) - Will Shetterly - Sharon Shinn - Gary Shipman, (n.1966), Pakkins' Land - Rhoda Shipman, (n. 1968), Pakkins' Land - Robert Silverberg, (n. 1935) - Johanna Sinisalo, (n. 1958) - Clark Ashton Smith, (1893-1961) - Thorne Smith, (1892-1934) - S.P. Somtow (pseudonimul lui Somtow Sucharitkul) - Wen Spencer, (n. 1963) - Michael A. Stackpole, (n. 1957) DragonCrown War Cycle (4 romane), - Mary Stewart, (n. 1916) - Caroline Stevermer - Frank R. Stockton, (1834-1902) - Jonathan Stroud, Trilogia Bartimaeus - Tricia Sullivan, (n. 1968) semnează și Valery Leith - Thomas Burnett Swann, (1928-1976) - Jonathan Swift, (1667-1745) - Judith Tarr - Sheri S. Tepper - J. R. R. Tolkien, (1892-1973), continentul Middle-earth: trilogia The Lord of the Rings și The Hobbit - Harry Turtledove, (n. 1949) seria Videssos, seria Darkness - Unno Juza (1897-1949) - Jack Vance, (n. 1916) (John Holbrook Vance) seria Dying Earth, trilogia Lyonesse, seria Prințesa Demon - Angie Sage - Karl Edward Wagner, (1945 - 1994) Kane - Mervyn Wall - Jo Walton - Lawrence Watt-Evans, (n. 1954) - Margaret Weis, seria Dragonlance - Manly Wade Wellman, (1903-1986) - T.H. White, (1906-1964) (Terence Hanbury White) The Once and Future King - Jack Whyte, (n. 1939) - Cherry Wilder, (1930-2002) The Rulers of Hylor trilogie, The Wanderer - Paul O. Williams, (n.1935) - Tad Williams, (n. 1957) Memory, Sorrow, and Thorn - Terri Windling, (n. 1958) seria Bordertown - Gene Wolfe, (n. 1931) - Patricia Wrede, cartile Mairelon the Magician, Lyra - Janny Wurts - Yamamura Bocho - Nicholas Yermakov, (n. 1951) - Roger Zelazny, (1937-1995) decalogul The Amber |